# Шаховий союз Республіки Сербської
Шаховий союз Республіки Сербської (серб. Шаховски савез Републике Српске) — шахова федерація, яка об'єднує всі шахові клуби Республіки Сербської і займається організацією проведення шахових турнірів на території Республіки Сербської, семінарів і випробувань для шахових суддів.

## Історія
19 червня 1992 року міністр освіти, культури, фізичної культури й релігії Любомир Зукович підписав розпорядження про утворення Ініціативного комітету по заснуванню Шахового союзу Республіки Сербської. Комітет підготував матеріал для Установчих зборів, скликаного 8 жовтня 1992 року в Банському Дворі в Баня-Луці. Першим головою було обрано Момчило Попарича, генеральним секретарем — Ніколу Лакича. Будівля союзу знаходиться на вулиці Младена Стояновича в будинку 10 (Баня-Лука).

## Змагання
- Чемпіонат Республіки Сербської
- Першість Республіки Сербської серед молоді та дітей
- Меморіал імені Любиші «Маузера» Савича в Бієліні
- Перша ліга Республіки Сербської серед чоловіків
- Перша ліга Республіки Сербської серед жінок
- Перша ліга Республіки Сербської серед юніорів
- Друга ліга Республіки Сербської серед чоловіків
- Друга ліга Республіки Сербської серед жінок
- Друга ліга Республіки Сербської серед юніорів
- Турнір зірок імені Далибора Стояновича в Баня-Луці

## Організація
До складу Шахового союзу входять Скупщина, Виконавчий комітет, Наглядовий комітет, Спортивний арбітраж, змагальна комісія й суддівська комісія.

## Зареєстровані клуби
- Славія (Східне Сараєво)
- Гласінац (Соколаць)
- Пантери (Бієліна)
- Леотар (Требинє)
- БШК (Бієліна)
- Країнський клуб (Баня-Лука)
- Каїса Доктор Милан Єлич (Баня-Лука)
- Дрина (Зворник)
- Горскі Стандард (Рогатиця)
- Добой
- Младост (Теслич)
- Лауш (Баня-Лука)
- Шамац
- Младост (Лакташі)
- Рудар (Прієдор)
- Србац
- Уна (Козарська-Дубиця)
- Єдинство-1954 (Брчко)
- Озрен (Петрово)
- Нові-Град
- Рудар (Углєвік)
- Кожара (Градишка)
- Котор-Варош
- ПОШК Поточани (Прнявор)
- ЗАДІС (Баня-Лука)
- Сутьєска (Фоча)
- Херцеговац (Білеча)
- Дрина (Вишеград)
- Основац (Білеча)
- Романія (Пале)
- Ан пасан (Мрконич-Град)
- Краль (Мрконич-Град)
- Братунаць
- Лієвче (Нова-Топола)
- Мінерал (Козлук)

## Відомі шахісти
- Александар Саванович (міжнародний майстер)[1]
- Маша Максимович (майстер)[1]
- Боркі Предоєвич (гросмейстер)